# Woofy
Woofy ist eine französisch-kanadische Zeichentrickserie, die zwischen 2004 und 2006 produziert wurde. Die Geschichte ist nach einer Idee von Alexandre Révérend konzipiert.

## Handlung
Der sechsjährige Anton lebt zusammen mit seinen Eltern, sowie seiner zweijährigen Schwester Maria in einem Haus, inmitten der Stadt. Antons bester Freund ist ein kleiner Hund namens Woofy. Da seine Eltern jedoch gegen Tiere im Haus sind, gilt er für die anderen als Stofftier und stellt sich vor ihnen leblos. Außerdem ist er mit Basti und Nina befreundet. Basti gilt dabei als kleiner schlauer Junge, mit dem man gut spielen und kämpfen kann und Nina versucht allerdings auch oft Anton und seinen Hund zu ärgern.

## Produktion und Veröffentlichung
Die Serie wurde zwischen 2004 und 2006 in französisch-kanadischer Zusammenarbeit produziert. Dabei sind 65 Folgen (à 5 Minuten) entstanden. Regie führte Dominique Etchecopar. Für die Musik war Laurent Aknin verantwortlich.
Die deutsche Erstausstrahlung fand am 1. September 2005 auf Disney Channel statt. Weitere Ausstrahlungen erfolgten ebenfalls auf Das Erste, KIKA, Hr-fernsehen, Disney Junior, SF zwei und Playhouse Disney statt.

## Synchronisation
Die deutsche Synchronfassung entstand unter der Regie und nach einem Dialogbuch von David Turba bei der Deutschen Synchron Filmgesellschaft mbH & Co. Karlheinz Brunnemann Produktions KG in Berlin.
| Rolle      | Deutscher Sprecher | Französischer Sprecher       |
| ---------- | ------------------ | ---------------------------- |
| Anton      | Simon Illig        | François-Nicolas Dolan       |
| Woofy      | David Turba        | Laurent-Christophe De Ruelle |
| Mutter     | Daniela Hoffmann   | Rafaëlle Leiris              |
| Vater      | Klaus-Peter Grap   | Jean-François Beaupré        |
| Großmutter | Luise Lunow        | unbekannt                    |
| Basti      | Robert Schmalz     | unbekannt                    |
| Brutus     | Karl Schulz        | unbekannt                    |

## Episodenliste
| Nr. | deutscher Titel                        | französischer Titel                   | englischer Titel                         | deutsche Erstausstrahlung |
| 1   | Angst vorm Dunkeln                     | Woofy a peur du noir                  | Scared of the dark                       | 1. September 2005         |
| 2   | Woofy rebelliert                       | Woofy ne veut plus obéir              | Woofy rebels                             | 2. September 2005         |
| 3   | Woofy spielt krank                     | Woofy prétend être malade             | Woofy pretends to be ill                 | 3. September 2005         |
| 4   | Woofy glaubt an Hexen                  | Woofy croit aux sorcières             | Woofy believes in witches                | 4. September 2005         |
| 5   | Woofy hat Schluckauf                   | Woofy a le hoquet                     | Woofy has Hickups                        | 5. September 2005         |
| 6   | Woofy will sich nicht entschuldigen    | Woofy ne veut pas s’excuser           | Woofy won’t say sorry                    | 6. September 2005         |
| 7   | Woofys rettende Idee                   | Woofy combat l’injustice              | Woofy fights Unfairness                  | 7. September 2005         |
| 8   | Woofy, der Zerstörer                   | Woofy n’ose pas se dénoncer           | Woofy doesn’t dare own up                | 8. September 2005         |
| 9   | Eine feuchte Angelegenheit             | Woofy s’oublie la nuit                | Woofy wets his bed                       | 9. September 2005         |
| 10  | Woofy ist eifersüchtig                 | Woofy ne veut pas rendre les lunettes | Woofy want give back the glasses         | 10. September 2005        |
| 11  | Zu alt für Woofy?                      | Woofy et le faux doudou               | Woofy and the fake Cuddly                | 11. September 2005        |
| 12  | Woofy wird erwischt                    | Woofy a été repéré                    | Woofy gets caught                        | 12. September 2005        |
| 13  | Woofy will nicht alleine sein          | Woofy ne veut pas rester seul         | Woofy doged by school                    | 13. September 2005        |
| 14  | Verkehrte Welt                         | Woofy fait un cauchemar               | Woofys Dogs best Friend                  | 14. September 2005        |
| 15  | Der doppelte Woofy                     | Woofy n'est pas Woofy                 | Mistaken Dog                             | 15. September 2005        |
| 16  | Hatschi!                               | Woofy et les allergies                | Friends for ever                         | 16. September 2005        |
| 17  | Woofys Hundetraining                   | Woofy veut redevenir un chien         | Rough and lonely days                    | 17. September 2005        |
| 18  | Woofy, die Spürnase                    | Woofy a-t-il du flair ?               | Flair and flair alike                    | 18. September 2005        |
| 19  | Woofy hat Flöhe                        | Woofy a des puces                     | Flee fly flo fun                         | 19. September 2005        |
| 20  | Der Erpressungsversuch                 | Woofy a été filmé                     | Dog lies and Video Tape                  | 20. September 2005        |
| 21  | Woofys Frosch                          | Woofy et la grenouille                | Jumping to Croaklusions                  | 21. September 2005        |
| 22  | Post für Woofy                         | Woofy veut une lettre                 | Woofy got Mail                           | 22. September 2005        |
| 23  | Woofy ist faul                         | Woofy s’empâte                        | Wait for Woofy                           | 23. September 2005        |
| 24  | Woofy will in den Zirkus               | Woofy et le cirque                    | Woofy and the Circus                     | 24. September 2005        |
| 25  | Woofy muss baden                       | Woofy et le bain                      | Woofy takes a Bath                       | 25. September 2005        |
| 26  | Woofy, die Marionette                  | Woofy la marionnette                  | Woofy the Marionette                     | 18. September 2005        |
| 27  | Woofys Hundehütte                      | Woofy veut une niche                  | Doghouse Blues                           | 26. September 2005        |
| 28  | Woofy im Abseits                       | Woofy craint d’être abandonné         | Abandoned Woofy                          | 27. September 2005        |
| 29  | Woofy und die Jacke                    | Woofy et le manteau                   | Woofy and the Coat                       | 28. September 2005        |
| 30  | Woofy will alles verraten              | Woofy veut tout avouer                | Woofy wants to tell everything           | 29. September 2005        |
| 31  | Woofy ist alleine unterwegs            | Woofy veut sortir seul                | Woofy wants to out alone                 | 30. September 2005        |
| 32  | Woofy wird verschenkt                  | Woofy donné aux œuvres                | Woofy is given to charity                | 1. Oktober 2005           |
| 33  | Woofy und der Postbote                 | Woofy et le facteur                   | Woofy and the mail man                   | 2. Oktober 2005           |
| 34  | Woofy und der Lottogewinn              | Woofy et le cadeau empoisonné         | Woofy and the poisoned gift              | 3. Oktober 2005           |
| 35  | Woofy will böse sein                   | Woofy veut être méchant               | Woofy wants to be bad                    | 4. Oktober 2005           |
| 36  | Woofy und die Taschenlampe             | Woofy et la lampe de poche            | Woofy and the flashlight                 | 5. Oktober 2005           |
| 37  | Woofy ist verschwunden                 | Woofy est coince                      | Woofy is stuck                           | 6. Oktober 2005           |
| 38  | Woofy geht auf Schatzsuche             | Woofy et la chasse au trésor          | Woofy and the treasure hunt              | 7. Oktober 2005           |
| 39  | Woofy, der Superheld                   | Woofy veut être un héros              | Woofy wants to be a hero                 | 8. Oktober 2005           |
| 40  | Woofy wird hypnotisiert                | Woofy se fait hypnotiser              | Woofy is hypnotised                      | 9. Oktober 2005           |
| 41  | Woofy ist eitel                        | Woofy fait le beau                    | Woofy fact the beautiful one             | 10. Oktober 2005          |
| 42  | Woofy und die Zahnfee                  | Woofy perd une dent                   | Woofy looses a tooth                     | 11. Oktober 2005          |
| 43  | Woofy ist verliebt                     | Woofy est amoureux                    | Woofy in love                            | 12. Oktober 2005          |
| 44  | Woofys Wehwehchen                      | Woofy a une écharde                   | Woofy gets a splinter                    | 13. Oktober 2005          |
| 45  | Woofy, der Detektiv                    | Woofy mène l’enquête                  | Woofy investigators                      | 14. Oktober 2005          |
| 46  | Woofy schummelt                        | Woofy le tricheur                     | Woofy cheats                             | 17. Oktober 2005          |
| 47  | Woofy, der Trainer                     | Woofy l’entraîneur                    | Woofy the trainer                        | 18. Oktober 2005          |
| 48  | Woofy und das Geheimnis                | Woofy doit garder un secret           | Woofy keeps a secret                     | 19. Oktober 2005          |
| 49  | Woofy lernt rechnen                    | Woofy va à l’école                    | Woofy goes to school                     | 20. Oktober 2005          |
| 50  | Woofy will Geburtstag haben            | Woofy veut son anniversaire           | Woofy wants a birthday                   | 16. Oktober 2005          |
| 51  | Woofy malt                             | Woofy se met à la peinture            | Woofy tries to paint                     | 22. Oktober 2005          |
| 52  | Woofy spielt das Baby                  | Woofy joue au bébé                    | Woofy plays the babyWoofy plays the baby | 23. Oktober 2005          |
| 53  | Woofy, der Bildhauer                   | Woofy et la pâte à modeler            | Woofy and plasticine                     | 24. Oktober 2005          |
| 54  | Woofy will alle Entscheidungen treffen | Woofy veut tout décider               | Woofy wants to make all the decisions    | 25. Oktober 2005          |
| 55  | Woofy will größer werden               | Woofy veut grandir                    | Woofy wants to grow up                   | 26. Oktober 2005          |
| 56  | Woofy verliert das Gedächtnis          | Woofy a une nouvelle maîtresse        | Woofy gets a new mommy                   | 27. Oktober 2005          |
| 57  | Woofy ist anderer Meinung              | Woofy dit le contraire                | Woofy says the opposite                  | 28. Oktober 2005          |
| 58  | Woofy will nicht spielen               | Woofy ne joue plus                    | Woofy doesn’t want to play               | 29. Oktober 2005          |
| 59  | Woofy, der Vielfraß                    | Woofy et la gourmandise               | Woofy’s eyes are bigger than his stomach | 30. Oktober 2005          |
| 60  | Woofy will alles kaufen                | Woofy veut tout acheter               | Woofy wants to buy everything            | 1. November 2005          |
| 61  | Woofy als Babysitter                   | Woofy le gardien                      | Woofy the guard dog                      | 2. November 2005          |
| 62  | Woofy verleiht nichts                  | Woofy n’est pas prêteur               | Woofy doesn’t want to share              | 3. November 2005          |
| 63  | Woofy behauptet sich                   | Woofy se confie                       | Woofy confides                           | 4. November 2005          |
| 64  | Woofy, der Lügenbaron                  | Woofy s’invente une autre vie         | Woofy invents himself a new life         | 5. November 2005          |
| 65  | Woofy soll sich beherrschen            | Woofy apprend à être sage             | Woofy learns to be good                  | 6. November 2005          |